# Coenosia flaviambulans
Coenosia flaviambulans este o specie de muște din genul Coenosia, familia Muscidae, descrisă de Xue în anul 1997. Conform Catalogue of Life specia Coenosia flaviambulans nu are subspecii cunoscute.